# Tours préliminaires à la Coupe du monde de football 1982
Navigation
Éliminatoires 1978 Éliminatoires 1986
Cette page vous présente les différents tours préliminaires à la Coupe du monde 1982. C'est la 11e édition des éliminatoires depuis 1934.
Le record de participations continue d'être amélioré. Le cap des 100 inscrits et cette fois de participants effectifs est franchi. Cent-sept nations s'inscrivent (y compris les deux qualifiés d'office) et 103 prennent part à au moins un match de ces éliminatoires.
Conformément à la promesse qu'il avait faite, en 1974, en briguant le mandant de Président de la FIFA, le Brésilien João Havelange augmente le nombre de places accordées aux « petites confédérations ». Le nombre de participants à la phase finale passe de 16 à 24 équipes, et donc les éliminatoires offrent 22 tickets au lieu de 14 précédemment.
L'Europe obtient quatre places de plus qu'en 1978 alors que les autres confédérations (Afrique, Asie, Amérique du Sud et Amérique du Nord, centrale et Caraïbes) bénéficient chacune d'une place supplémentaire.
L'Iran, le Ghana et l'Ouganda renoncent, alors que la République centrafricaine est exclue pour ne pas avoir payé son inscription dans les délais.
Répartition des places qualificatives par zone :
- Zone Europe : 14 places (13 places qualificatives + l'Espagne, pays organisateur)
- Zone Amérique du Sud : 4 places (3 places qualificatives + l'Argentine, championne du monde en titre)
- Zone Afrique : 2 places
- Zone Asie/Océanie : 2 places
- Zone Amérique du Nord, centrale et Caraïbes : 2 places

## Amérique du Sud
Ce sont dix équipes membres de la Confédération sud-américaine de football (CONMEBOL) qui s'inscrivirent à la compétition.
Parmi celles-ci, l'Argentine fut qualifiée d'office pour la phase finale en tant que champion du monde en titre. Les neuf autres équipes furent réparties en trois groupes de trois. Chaque vainqueur de groupe se qualifia pour la Coupe du monde à l'issue d'un mini-championnat avec rencontres aller-retour.
En plus de l'Argentine, le Brésil, le Chili et le Pérou se qualifièrent pour la phase finale via les éliminatoires de la zone sud-américaine.

### Groupe 1
Le Brésil valida son billet pour l'Espagne en remportant tous ses matchs éliminatoires.
| Rang | Équipe    | Pts | J | G | N | P | Bp | Bc | Diff |  | Résultats (▼ dom., ► ext.) |     |     |     |
| ---- | --------- | --- | - | - | - | - | -- | -- | ---- |  | -------------------------- | --- | --- | --- |
| 1    | Brésil    | 8   | 4 | 4 | 0 | 0 | 11 | 2  | +9   |  | Brésil                     |     | 3-1 | 5-0 |
| 2    | Bolivie   | 2   | 4 | 1 | 0 | 3 | 5  | 6  | -1   |  | Bolivie                    | 1-2 |     | 3-0 |
| 3    | Venezuela | 2   | 4 | 1 | 0 | 3 | 1  | 9  | -8   |  | Venezuela                  | 0-1 | 1-0 |     |

### Groupe 2
En s'adjugeant le groupe 2, le Pérou se qualifia pour la phase finale.
| Rang | Équipe   | Pts | J | G | N | P | Bp | Bc | Diff |  | Résultats (▼ dom., ► ext.) |     |     |     |
| ---- | -------- | --- | - | - | - | - | -- | -- | ---- |  | -------------------------- | --- | --- | --- |
| 1    | Pérou    | 6   | 4 | 2 | 2 | 0 | 5  | 2  | +3   |  | Pérou                      |     | 0-0 | 2-0 |
| 2    | Uruguay  | 4   | 4 | 1 | 2 | 1 | 5  | 5  | 0    |  | Uruguay                    | 1-2 |     | 3-2 |
| 3    | Colombie | 2   | 4 | 0 | 2 | 2 | 4  | 7  | -3   |  | Colombie                   | 1-1 | 1-1 |     |

### Groupe 3
Le Chili finit en tête du groupe 3 et se qualifia pour la Coupe du monde en Espagne.
| Rang | Équipe   | Pts | J | G | N | P | Bp | Bc | Diff |  | Résultats (▼ dom., ► ext.) |     |     |     |
| ---- | -------- | --- | - | - | - | - | -- | -- | ---- |  | -------------------------- | --- | --- | --- |
| 1    | Chili    | 7   | 4 | 3 | 1 | 0 | 6  | 0  | +6   |  | Chili                      |     | 2-0 | 3-0 |
| 2    | Équateur | 3   | 4 | 1 | 1 | 2 | 2  | 5  | -3   |  | Équateur                   | 0-0 |     | 1-0 |
| 3    | Paraguay | 2   | 4 | 1 | 0 | 3 | 3  | 6  | -3   |  | Paraguay                   | 0-1 | 3-1 |     |

## Afrique
Vingt-neuf équipes nationales africaines postulèrent à l'une des deux places qualificatives pour la phase finale de la Coupe du monde 1982 octroyées à la Confédération africaine de football (CAF). La Coupe du monde 1982 vit le nombre de participants augmenter de 16 à 24, ce qui permit d'y faire participer pour la première fois deux équipes africaines.
La République centrafricaine fut exclue des qualifications parce qu'elle n'avait pas réglé à la FIFA les droits d'inscription à la compétition dans les délais impartis par la FIFA. Le Ghana et l'Ouganda se retirèrent des éliminatoires de sorte que vingt-six équipes participèrent à celle-ci.
La qualification se déroula sous la forme d'un tournoi à élimination directe en matchs aller-retour comportant quatre tours successifs. La répartition géographique des différents états fut pris en compte pour le tirage au sort du premier tour. Le Liberia, le Soudan, le Togo et le Zimbabwe furent exempts du premier tour disputé entre mai et juillet 1980. Les deuxième et troisième tour se déroulèrent à la fin de l'année 1980 et en avril-mai 1981 respectivement. En octobre et novembre 1981, les vainqueurs des deux confrontations du quatrième tour se qualifièrent pour la Coupe du monde.
Les équipes nationales de l'Algérie et du Cameroun sortirent en vainqueur du quatrième tour et se qualifièrent pour la phase finale de la compétition.
La règle des buts marqués à l'extérieur comptant double fut appliquée pour la première fois pour départager deux équipes dans des rencontres aller-retour. Cette nouvelle règle permit au Niger d'éliminer la Somalie et le Togo au cours des deux premiers tours.

### Tableau 1
Le premier tableau désigna un participant à la Coupe du monde. Au quatrième tour l'Algérie gagna à deux reprises contre le Nigeria et se qualifia pour la phase finale.
|  | Premier tour | Premier tour | Premier tour |         |        | Deuxième tour | Deuxième tour | Deuxième tour |  |  | Troisième tour | Troisième tour | Troisième tour |  |  | Quatrième tour | Quatrième tour | Quatrième tour |
|  |              |              |              |         |        |               |               |               |  |  |                |                |                |  |  |                |                |                |
|  |              |              |              |         |        |               |               |               |  |  |                |                |                |  |  |                |                |                |
|  |              |              |              |         |        |               |               |               |  |  |                |                |                |  |  |                |                |                |
|  | Liberia      | exempt       | Q.           |         |        |               |               |               |  |  |                |                |                |  |  |                |                |                |
|  | Liberia      | exempt       | Q.           |         |        |               |               |               |  |  |                |                |                |  |  |                |                |                |
|  |              |              |              |         |        |               |               |               |  |  |                |                |                |  |  |                |                |                |
|  | Liberia      | 0            | 0            |         |        |               |               |               |  |  |                |                |                |  |  |                |                |                |
|  | Liberia      | 0            | 0            |         |        |               |               |               |  |  |                |                |                |  |  |                |                |                |
|  |              | Guinée       | 0            | 1       |        |               |               |               |  |  |                |                |                |  |  |                |                |                |
|  | Guinée       | Guinée       | 0            | 1       | 3      | 1             |               |               |  |  |                |                |                |  |  |                |                |                |
|  | Guinée       |              |              |         | 3      | 1             |               |               |  |  |                |                |                |  |  |                |                |                |
|  | Lesotho      | 1            | 1            |         |        |               |               |               |  |  |                |                |                |  |  |                |                |                |
|  | Lesotho      | 1            | 1            | Guinée  | 1      | 0             |               |               |  |  |                |                |                |  |  |                |                |                |
|  |              |              |              | Guinée  | 1      | 0             |               |               |  |  |                |                |                |  |  |                |                |                |
|  |              | Nigeria      | 1            | 1       |        |               |               |               |  |  |                |                |                |  |  |                |                |                |
|  | Tunisie      | Nigeria      | 1            | 1       | 2      | 0 (3)         |               |               |  |  |                |                |                |  |  |                |                |                |
|  | Tunisie      |              |              |         | 2      | 0 (3)         |               |               |  |  |                |                |                |  |  |                |                |                |
|  | Nigeria      | 0            | 2 (4)*       |         |        |               |               |               |  |  |                |                |                |  |  |                |                |                |
|  | Nigeria      | 0            | 2 (4)*       | Nigeria | 1      | 2             |               |               |  |  |                |                |                |  |  |                |                |                |
|  |              |              |              | Nigeria | 1      | 2             |               |               |  |  |                |                |                |  |  |                |                |                |
|  |              | Tanzanie     | 1            | 0       |        |               |               |               |  |  |                |                |                |  |  |                |                |                |
|  | Kenya        | Tanzanie     | 1            | 0       | 3      | 0             |               |               |  |  |                |                |                |  |  |                |                |                |
|  | Kenya        |              |              |         | 3      | 0             |               |               |  |  |                |                |                |  |  |                |                |                |
|  | Tanzanie     | 1            | 5            |         |        |               |               |               |  |  |                |                |                |  |  |                |                |                |
|  | Tanzanie     | 1            | 5            | Nigeria | 0      | 1             |               |               |  |  |                |                |                |  |  |                |                |                |
|  |              |              |              | Nigeria | 0      | 1             |               |               |  |  |                |                |                |  |  |                |                |                |
|  |              | Algérie      | 2            | 2       |        |               |               |               |  |  |                |                |                |  |  |                |                |                |
|  | Sierra Leone | Algérie      | 2            | 2       | 2      | 1             |               |               |  |  |                |                |                |  |  |                |                |                |
|  | Sierra Leone |              |              |         | 2      | 1             |               |               |  |  |                |                |                |  |  |                |                |                |
|  | Algérie      | 2            | 3            |         |        |               |               |               |  |  |                |                |                |  |  |                |                |                |
|  | Algérie      | 2            | 3            | Algérie | 2      | 1             |               |               |  |  |                |                |                |  |  |                |                |                |
|  |              |              |              | Algérie | 2      | 1             |               |               |  |  |                |                |                |  |  |                |                |                |
|  |              | Soudan       | 0            | 1       |        |               |               |               |  |  |                |                |                |  |  |                |                |                |
|  | Soudan       | Soudan       | 0            | 1       | exempt | Q.            |               |               |  |  |                |                |                |  |  |                |                |                |
|  | Soudan       |              |              |         | exempt | Q.            |               |               |  |  |                |                |                |  |  |                |                |                |
|  |              |              |              |         |        |               |               |               |  |  |                |                |                |  |  |                |                |                |
|  | Algérie      | 4            | 0            |         |        |               |               |               |  |  |                |                |                |  |  |                |                |                |
|  | Algérie      | 4            | 0            |         |        |               |               |               |  |  |                |                |                |  |  |                |                |                |
|  |              | Niger        | 0            | 1       |        |               |               |               |  |  |                |                |                |  |  |                |                |                |
|  | Niger        | Niger        | 0            | 1       | 0      | 1             |               |               |  |  |                |                |                |  |  |                |                |                |
|  | Niger        |              |              |         | 0      | 1             |               |               |  |  |                |                |                |  |  |                |                |                |
|  | Somalie      | 0            | 1            |         |        |               |               |               |  |  |                |                |                |  |  |                |                |                |
|  | Somalie      | 0            | 1            | Niger   | 0      | 2             |               |               |  |  |                |                |                |  |  |                |                |                |
|  |              |              |              | Niger   | 0      | 2             |               |               |  |  |                |                |                |  |  |                |                |                |
|  |              | Togo         | 1            | 1       |        |               |               |               |  |  |                |                |                |  |  |                |                |                |
|  | Togo         | Togo         | 1            | 1       | exempt | Q.            |               |               |  |  |                |                |                |  |  |                |                |                |
|  | Togo         |              |              |         | exempt | Q.            |               |               |  |  |                |                |                |  |  |                |                |                |
|  |              |              |              |         |        |               |               |               |  |  |                |                |                |  |  |                |                |                |
|  |              |              |              |         |        |               |               |               |  |  |                |                |                |  |  |                |                |                |

* Victoire aux tirs au but sans prolongation

### Tableau 2
Dans le second tableau, l'Égypte et Madagascar profitèrent du forfait du Ghana et de l'Ouganda au premier tour. La Libye déclara forfait au deuxième tour, ce qui permit à l'Égypte d'avancer jusqu'au troisième tour sans disputer aucun match. Le Cameroun se qualifia en battant le Maroc par deux victoires à zéro.
|  | Premier tour | Premier tour | Premier tour | Premier tour |            |            | Deuxième tour | Deuxième tour | Deuxième tour | Deuxième tour |  |  | Troisième tour | Troisième tour | Troisième tour | Troisième tour |  |  | Quatrième tour | Quatrième tour | Quatrième tour | Quatrième tour |
|  |              |              |              |              |            |            |               |               |               |               |  |  |                |                |                |                |  |  |                |                |                |                |
|  |              |              |              |              |            |            |               |               |               |               |  |  |                |                |                |                |  |  |                |                |                |                |
|  | Sénégal      | Sénégal      | 0            | 0            |            |            |               |               |               |               |  |  |                |                |                |                |  |  |                |                |                |                |
|  | Sénégal      | Sénégal      | 0            | 0            |            |            |               |               |               |               |  |  |                |                |                |                |  |  |                |                |                |                |
|  | Maroc        | Maroc        | 1            | 0            |            |            |               |               |               |               |  |  |                |                |                |                |  |  |                |                |                |                |
|  | Maroc        | Maroc        | 1            | 0            | Maroc      | Maroc      | 2             | 0 (5)*        |               |               |  |  |                |                |                |                |  |  |                |                |                |                |
|  |              |              |              |              | Maroc      | Maroc      | 2             | 0 (5)*        |               |               |  |  |                |                |                |                |  |  |                |                |                |                |
|  |              |              | Zambie       | Zambie       | 0          | 2 (4)      |               |               |               |               |  |  |                |                |                |                |  |  |                |                |                |                |
|  | Éthiopie     | Éthiopie     | Zambie       | Zambie       | 0          | 2 (4)      | 0             | 0             |               |               |  |  |                |                |                |                |  |  |                |                |                |                |
|  | Éthiopie     | Éthiopie     |              |              |            |            |               | 0             |               |               |  |  |                |                |                |                |  |  |                |                |                |                |
|  | Zambie       | Zambie       | 0            | 4            |            |            |               |               |               |               |  |  |                |                |                |                |  |  |                |                |                |                |
|  | Zambie       | Zambie       | 0            | 4            | Maroc      | Maroc      | 1             | 0             |               |               |  |  |                |                |                |                |  |  |                |                |                |                |
|  |              |              |              |              | Maroc      | Maroc      | 1             | 0             |               |               |  |  |                |                |                |                |  |  |                |                |                |                |
|  |              |              | Égypte       | Égypte       | 0          | 0          |               |               |               |               |  |  |                |                |                |                |  |  |                |                |                |                |
|  | Égypte       | Égypte       | Égypte       | Égypte       | 0          | 0          | Q.            | Q.            |               |               |  |  |                |                |                |                |  |  |                |                |                |                |
|  | Égypte       | Égypte       |              |              |            |            |               | Q.            |               |               |  |  |                |                |                |                |  |  |                |                |                |                |
|  | Ghana        | Ghana        | forfait      | forfait      |            |            |               |               |               |               |  |  |                |                |                |                |  |  |                |                |                |                |
|  | Ghana        | Ghana        | forfait      | forfait      | Égypte     | Égypte     | Q.            | Q.            |               |               |  |  |                |                |                |                |  |  |                |                |                |                |
|  |              |              |              |              | Égypte     | Égypte     | Q.            | Q.            |               |               |  |  |                |                |                |                |  |  |                |                |                |                |
|  |              |              | Libye        | Libye        | forfait    | forfait    |               |               |               |               |  |  |                |                |                |                |  |  |                |                |                |                |
|  | Libye        | Libye        | Libye        | Libye        | forfait    | forfait    | 2             | 0             |               |               |  |  |                |                |                |                |  |  |                |                |                |                |
|  | Libye        | Libye        |              |              |            |            |               | 0             |               |               |  |  |                |                |                |                |  |  |                |                |                |                |
|  | Gambie       | Gambie       | 1            | 0            |            |            |               |               |               |               |  |  |                |                |                |                |  |  |                |                |                |                |
|  | Gambie       | Gambie       | 1            | 0            | Maroc      | Maroc      | 0             | 1             |               |               |  |  |                |                |                |                |  |  |                |                |                |                |
|  |              |              |              |              | Maroc      | Maroc      | 0             | 1             |               |               |  |  |                |                |                |                |  |  |                |                |                |                |
|  |              |              | Cameroun     | Cameroun     | 2          | 2          |               |               |               |               |  |  |                |                |                |                |  |  |                |                |                |                |
|  | Madagascar   | Madagascar   | Cameroun     | Cameroun     | 2          | 2          | Q.            | Q.            |               |               |  |  |                |                |                |                |  |  |                |                |                |                |
|  | Madagascar   | Madagascar   |              |              |            |            |               | Q.            |               |               |  |  |                |                |                |                |  |  |                |                |                |                |
|  | Ouganda      | Ouganda      | forfait      | forfait      |            |            |               |               |               |               |  |  |                |                |                |                |  |  |                |                |                |                |
|  | Ouganda      | Ouganda      | forfait      | forfait      | Madagascar | Madagascar | 1             | 2             |               |               |  |  |                |                |                |                |  |  |                |                |                |                |
|  |              |              |              |              | Madagascar | Madagascar | 1             | 2             |               |               |  |  |                |                |                |                |  |  |                |                |                |                |
|  |              |              | Zaïre        | Zaïre        | 1          | 3          |               |               |               |               |  |  |                |                |                |                |  |  |                |                |                |                |
|  | Zaïre        | Zaïre        | Zaïre        | Zaïre        | 1          | 3          | 5             | 2             |               |               |  |  |                |                |                |                |  |  |                |                |                |                |
|  | Zaïre        | Zaïre        |              |              |            |            |               | 2             |               |               |  |  |                |                |                |                |  |  |                |                |                |                |
|  | Mozambique   | Mozambique   | 2            | 1            |            |            |               |               |               |               |  |  |                |                |                |                |  |  |                |                |                |                |
|  | Mozambique   | Mozambique   | 2            | 1            | Zaïre      | Zaïre      | 1             | 1             |               |               |  |  |                |                |                |                |  |  |                |                |                |                |
|  |              |              |              |              | Zaïre      | Zaïre      | 1             | 1             |               |               |  |  |                |                |                |                |  |  |                |                |                |                |
|  |              |              | Cameroun     | Cameroun     | 0          | 6          |               |               |               |               |  |  |                |                |                |                |  |  |                |                |                |                |
|  | Cameroun     | Cameroun     | Cameroun     | Cameroun     | 0          | 6          | 3             | 1             |               |               |  |  |                |                |                |                |  |  |                |                |                |                |
|  | Cameroun     | Cameroun     |              |              |            |            |               | 1             |               |               |  |  |                |                |                |                |  |  |                |                |                |                |
|  | Malawi       | Malawi       | 0            | 1            |            |            |               |               |               |               |  |  |                |                |                |                |  |  |                |                |                |                |
|  | Malawi       | Malawi       | 0            | 1            | Cameroun   | Cameroun   | 2             | 0             |               |               |  |  |                |                |                |                |  |  |                |                |                |                |
|  |              |              |              |              | Cameroun   | Cameroun   | 2             | 0             |               |               |  |  |                |                |                |                |  |  |                |                |                |                |
|  |              |              | Zimbabwe     | Zimbabwe     | 0          | 1          |               |               |               |               |  |  |                |                |                |                |  |  |                |                |                |                |
|  | Zimbabwe     | Zimbabwe     | Zimbabwe     | Zimbabwe     | 0          | 1          | exempt        | Q.            |               |               |  |  |                |                |                |                |  |  |                |                |                |                |
|  | Zimbabwe     | Zimbabwe     |              |              |            |            |               | Q.            |               |               |  |  |                |                |                |                |  |  |                |                |                |                |
|  |              |              |              |              |            |            |               |               |               |               |  |  |                |                |                |                |  |  |                |                |                |                |
|  |              |              |              |              |            |            |               |               |               |               |  |  |                |                |                |                |  |  |                |                |                |                |
|  |              |              |              |              |            |            |               |               |               |               |  |  |                |                |                |                |  |  |                |                |                |                |

* Victoire aux tirs au but sans prolongation

## Europe
Trente-trois équipes européennes sont inscrites pour obtenir l'une des treize places réservées à la zone Europe. Les équipes sont réparties en sept groupes :
- Six groupes de cinq équipes, dont les deux premiers se qualifient pour la phase finale
- Un groupe de trois équipes seulement, dont le vainqueur uniquement obtient son billet pour l'Espagne.

La grande surprise de ces éliminatoires est la non-qualification des Pays-Bas, finalistes en 1974 et 1978, qui ne finit que 4e de sa poule, derrière la Belgique, la France et l'Irlande.

### Groupe 1
| Rang | Équipe               | Pts | J | G | N | P | Bp | Bc | Diff |  | Résultats (▼ dom., ► ext.) |     |     |     |     |     |
| ---- | -------------------- | --- | - | - | - | - | -- | -- | ---- |  | -------------------------- | --- | --- | --- | --- | --- |
| 1    | Allemagne de l'Ouest | 16  | 8 | 8 | 0 | 0 | 33 | 3  | +30  |  | Allemagne de l'Ouest       |     | 2-0 | 4-0 | 8-0 | 7-1 |
| 2    | Autriche             | 11  | 8 | 5 | 1 | 2 | 16 | 6  | +10  |  | Autriche                   | 1-3 |     | 2-0 | 5-0 | 5-1 |
| 3    | Bulgarie             | 9   | 8 | 4 | 1 | 3 | 11 | 10 | +1   |  | Bulgarie                   | 1-3 | 0-0 |     | 2-1 | 4-0 |
| 4    | Albanie              | 2   | 8 | 1 | 0 | 7 | 4  | 22 | -18  |  | Albanie                    | 0-2 | 0-1 | 0-2 |     | 2-0 |
| 5    | Finlande             | 2   | 8 | 1 | 0 | 7 | 4  | 27 | -23  |  | Finlande                   | 0-4 | 0-2 | 0-2 | 2-1 |     |

### Groupe 2
La Belgique et la France sont qualifiés. 
L'équipe de France, entraînée par Michel Hidalgo, enchaîna les résultats positifs et négatifs lors de ces éliminatoires, elle commença par des victoires sur Chypre (7-0) et sur l'Irlande (2-0), mais les choses se compliquèrent après une défaite aux Pays-Bas (0-1), malgré une victoire à domicile contre la Belgique (3-2), les Bleus étaient avant-derniers du groupe avec 6 points, après une défaite évitable en Irlande (2-3 sur deux grosses erreurs du gardien Jean Castaneda) alors qu'il reste 2 matchs à jouer et à gagner contre les Pays-Bas et Chypre (les Bleus se retrouveraient éliminés en cas de match nul ou de défaite contre l'une des deux équipes), les Français gagnèrent finalement ces 2 matchs (2-0 contre les Pays-Bas et 4-0 contre Chypre) et se retrouvent qualifiés pour la coupe du monde (à la différence de buts par rapport à l'Irlande).
| Rang | Équipe               | Pts | J | G | N | P | Bp | Bc | Diff |  | Résultats (▼ dom., ► ext.) |     |     |     |     |     |
| ---- | -------------------- | --- | - | - | - | - | -- | -- | ---- |  | -------------------------- | --- | --- | --- | --- | --- |
| 1    | Belgique             | 11  | 8 | 5 | 1 | 2 | 12 | 9  | +3   |  | Belgique                   |     | 2-0 | 1-0 | 1-0 | 3-2 |
| 2    | France               | 10  | 8 | 5 | 0 | 3 | 20 | 8  | +12  |  | France                     | 3-2 |     | 2-0 | 2-0 | 4-0 |
| 3    | République d'Irlande | 10  | 8 | 4 | 2 | 2 | 17 | 11 | +6   |  | République d'Irlande       | 1-1 | 3-2 |     | 2-1 | 6-0 |
| 4    | Pays-Bas             | 9   | 8 | 4 | 1 | 3 | 11 | 7  | +4   |  | Pays-Bas                   | 3-0 | 1-0 | 2-2 |     | 3-0 |
| 5    | Chypre               | 0   | 8 | 0 | 0 | 8 | 4  | 29 | -25  |  | Chypre                     | 0-2 | 0-7 | 2-3 | 0-1 |     |

### Groupe 3
| Rang | Équipe           | Pts | J | G | N | P | Bp | Bc | Diff |  | Résultats (▼ dom., ► ext.) |     |     |     |     |     |
| ---- | ---------------- | --- | - | - | - | - | -- | -- | ---- |  | -------------------------- | --- | --- | --- | --- | --- |
| 1    | Union soviétique | 14  | 8 | 6 | 2 | 0 | 20 | 2  | +18  |  | Union soviétique           |     | 2-0 | 3-0 | 5-0 | 4-0 |
| 2    | Tchécoslovaquie  | 10  | 8 | 4 | 2 | 2 | 15 | 6  | +9   |  | Tchécoslovaquie            | 1-1 |     | 2-0 | 6-1 | 2-0 |
| 3    | Pays de Galles   | 10  | 8 | 4 | 2 | 2 | 12 | 7  | +5   |  | Pays de Galles             | 0-0 | 1-0 |     | 2-2 | 4-0 |
| 4    | Islande          | 6   | 8 | 2 | 2 | 4 | 10 | 21 | -11  |  | Islande                    | 1-2 | 1-1 | 0-4 |     | 2-0 |
| 5    | Turquie          | 0   | 8 | 0 | 0 | 8 | 1  | 22 | -21  |  | Turquie                    | 0-3 | 0-3 | 0-1 | 1-3 |     |

### Groupe 4
| Rang | Équipe     | Pts | J | G | N | P | Bp | Bc | Diff |  | Résultats (▼ dom., ► ext.) |     |     |     |     |     |
| ---- | ---------- | --- | - | - | - | - | -- | -- | ---- |  | -------------------------- | --- | --- | --- | --- | --- |
| 1    | Hongrie    | 10  | 8 | 4 | 2 | 2 | 13 | 8  | +5   |  | Hongrie                    |     | 1-3 | 1-0 | 3-0 | 4-1 |
| 2    | Angleterre | 9   | 8 | 4 | 1 | 3 | 13 | 8  | +5   |  | Angleterre                 | 1-0 |     | 0-0 | 2-1 | 4-0 |
| 3    | Roumanie   | 8   | 8 | 2 | 4 | 2 | 5  | 5  | 0    |  | Roumanie                   | 0-0 | 2-1 |     | 1-2 | 1-0 |
| 4    | Suisse     | 7   | 8 | 2 | 3 | 3 | 9  | 12 | -3   |  | Suisse                     | 2-2 | 2-1 | 0-0 |     | 1-2 |
| 5    | Norvège    | 6   | 8 | 2 | 2 | 4 | 8  | 15 | -7   |  | Norvège                    | 1-2 | 2-1 | 1-1 | 1-1 |     |

### Groupe 5
| Rang | Équipe      | Pts | J | G | N | P | Bp | Bc | Diff |  | Résultats (▼ dom., ► ext.) |     |     |     |     |     |
| ---- | ----------- | --- | - | - | - | - | -- | -- | ---- |  | -------------------------- | --- | --- | --- | --- | --- |
| 1    | Yougoslavie | 13  | 8 | 6 | 1 | 1 | 22 | 7  | +15  |  | Yougoslavie                |     | 1-1 | 2-1 | 5-1 | 5-0 |
| 2    | Italie      | 12  | 8 | 5 | 2 | 1 | 12 | 5  | +7   |  | Italie                     | 2-0 |     | 2-0 | 1-1 | 1-0 |
| 3    | Danemark    | 8   | 8 | 4 | 0 | 4 | 14 | 11 | +3   |  | Danemark                   | 1-2 | 3-1 |     | 0-1 | 4-0 |
| 4    | Grèce       | 7   | 8 | 3 | 1 | 4 | 10 | 13 | -3   |  | Grèce                      | 1-2 | 0-2 | 2-3 |     | 2-0 |
| 5    | Luxembourg  | 0   | 8 | 0 | 0 | 8 | 1  | 23 | -22  |  | Luxembourg                 | 0-5 | 0-2 | 1-2 | 0-2 |     |

### Groupe 6
| Rang | Équipe          | Pts | J | G | N | P | Bp | Bc | Diff |  | Résultats (▼ dom., ► ext.) |     |     |     |     |     |
| ---- | --------------- | --- | - | - | - | - | -- | -- | ---- |  | -------------------------- | --- | --- | --- | --- | --- |
| 1    | Écosse          | 11  | 8 | 4 | 3 | 1 | 9  | 4  | +5   |  | Écosse                     |     | 1-1 | 2-0 | 0-0 | 3-1 |
| 2    | Irlande du Nord | 9   | 8 | 3 | 3 | 2 | 6  | 3  | +3   |  | Irlande du Nord            | 0-0 |     | 3-0 | 1-0 | 1-0 |
| 3    | Suède           | 8   | 8 | 3 | 2 | 3 | 7  | 8  | -1   |  | Suède                      | 0-1 | 1-0 |     | 3-0 | 1-1 |
| 4    | Portugal        | 7   | 8 | 3 | 1 | 4 | 8  | 11 | -3   |  | Portugal                   | 2-1 | 1-0 | 1-2 |     | 3-0 |
| 5    | Israël          | 5   | 8 | 1 | 3 | 4 | 6  | 10 | -4   |  | Israël                     | 0-1 | 0-0 | 0-0 | 4-1 |     |

### Groupe 7
Le groupe 7 ne compte que 3 équipes : la Pologne, la RDA et Malte. Seul le premier du groupe obtient une place pour la phase finale. En remportant tous ses matchs, c'est la Pologne qui termine en tête et se qualifie.
| Rang | Équipe             | Pts | J | G | N | P | Bp | Bc | Diff |  | Résultats (▼ dom., ► ext.) |     |     |     |
| ---- | ------------------ | --- | - | - | - | - | -- | -- | ---- |  | -------------------------- | --- | --- | --- |
| 1    | Pologne            | 8   | 4 | 4 | 0 | 0 | 12 | 2  | +10  |  | Pologne                    |     | 1-0 | 6-0 |
| 2    | Allemagne de l'Est | 4   | 4 | 2 | 0 | 2 | 9  | 6  | +3   |  | Allemagne de l'Est         | 2-3 |     | 5-1 |
| 3    | Malte              | 0   | 4 | 0 | 0 | 4 | 2  | 15 | -13  |  | Malte                      | 0-2 | 1-2 |     |

## Asie-Océanie
21 nations de la Confédération asiatique de football (AFC) et de la Confédération du football d'Océanie (OFC) s'inscrivent pour participer aux éliminatoires de la zone Asie-Océanie et obtenir une des deux places qualificatives pour la Coupe du monde en Espagne. L'élargissement de 16 à 24 du nombre de participants à la phase finale a permis pour la première fois d'attribuer deux places à la zone Asie-Océanie.
Après le retrait de l'Iran, les 20 équipes restantes sont réparties en quatre groupes selon la position géographique des états. Le mode de fonctionnement des différents groupes varia entre des matchs aller-retour dans le groupe 1, uniquement des matchs simples en mini-tournois dans les groupes 2 et 3, et des matchs sur plusieurs tours dans le groupe 4.
La première équipe de chaque groupe dispute le tour qualificatif final d'Asie-Océanie, qui voit la qualification du Koweït et de la Nouvelle-Zélande pour la phase finale de la Coupe du monde. Il s'agit d'une première pour ces deux équipes.
La Nouvelle-Zélande établit plusieurs records durant ce tour préliminaire. L'équipe parcourt 88 000 km en 15 rencontres. Sa victoire 13-0 contre Fidji est à l'époque la plus large de l'histoire de la Coupe du monde. Lors de ce match, Steve Sumner inscrit un record de 6 buts. Le gardien Richard Wilson établit encore un autre record en gardant sa cage inviolée pendant 921 minutes.

### Groupe 1
Le groupe 1 comporte 5 équipes qui se rencontrent en matchs aller-retour entre avril et septembre 1981. Le vainqueur, la Nouvelle-Zélande, se qualifie pour le deuxième tour.
| Rang | Équipe           | Pts | J | G | N | P | Bp | Bc | Diff |  | Résultats (▼ dom., ► ext.) |     |     |     |     |      |
| ---- | ---------------- | --- | - | - | - | - | -- | -- | ---- |  | -------------------------- | --- | --- | --- | --- | ---- |
| 1    | Nouvelle-Zélande | 14  | 8 | 6 | 2 | 0 | 31 | 3  | +28  |  | Nouvelle-Zélande           |     | 3-3 | 5-0 | 2-0 | 13-0 |
| 2    | Australie        | 10  | 8 | 4 | 2 | 2 | 22 | 9  | +13  |  | Australie                  | 0-2 |     | 2-0 | 3-2 | 10-0 |
| 3    | Indonésie        | 6   | 8 | 2 | 2 | 4 | 5  | 14 | -9   |  | Indonésie                  | 0-2 | 1-0 |     | 1-0 | 3-3  |
| 4    | Taipei chinois   | 5   | 8 | 1 | 3 | 4 | 5  | 8  | -3   |  | Taipei chinois             | 0-0 | 0-0 | 2-0 |     | 0-0  |
| 5    | Fidji            | 5   | 8 | 1 | 3 | 4 | 6  | 35 | -29  |  | Fidji                      | 0-4 | 1-4 | 0-0 | 2-1 |      |

### Groupe 2
5 équipes nationales du Moyen-Orient se retrouvent à Riyad, capitale du royaume d’Arabie saoudite, en mars 1981 pour y disputer un tournoi où les différentes équipes jouent une fois l'une contre l'autre. L'Arabie saoudite termine première de ce tournoi à domicile et se qualifie pour le second tour.
| Rang | Équipe          | Pts | J | G | N | P | Bp | Bc | Diff |  | Résultats       |  |     |     |     |     |
| ---- | --------------- | --- | - | - | - | - | -- | -- | ---- |  | --------------- |  | --- | --- | --- | --- |
| 1    | Arabie saoudite | 8   | 4 | 4 | 0 | 0 | 5  | 0  | +5   |  | Arabie saoudite |  | 1-0 | 1-0 | 1-0 | 2-0 |
| 2    | Irak            | 6   | 4 | 3 | 0 | 1 | 5  | 2  | +3   |  | Irak            |  |     | 1-0 | 2-0 | 2-1 |
| 3    | Qatar           | 4   | 4 | 2 | 0 | 2 | 5  | 3  | +2   |  | Qatar           |  |     |     | 3-0 | 2-1 |
| 4    | Bahreïn         | 2   | 4 | 1 | 0 | 3 | 1  | 6  | -5   |  | Bahreïn         |  |     |     |     | 1-0 |
| 5    | Syrie           | 0   | 4 | 0 | 0 | 4 | 2  | 7  | -5   |  | Syrie           |  |     |     |     |     |

### Groupe 3
Le groupe 3 comporte 4 équipes qui se rencontrent une fois  dans le cadre d'un tournoi organisé au Koweït en avril 1981. Ce groupe est remporté à domicile par le Koweït qui se qualifie ainsi pour le deuxième tour.
| Rang | Équipe       | Pts | J | G | N | P | Bp | Bc | Diff |  | Résultats    |  |     |     |     |
| ---- | ------------ | --- | - | - | - | - | -- | -- | ---- |  | ------------ |  | --- | --- | --- |
| 1    | Koweït       | 6   | 3 | 3 | 0 | 0 | 12 | 0  | +12  |  | Koweït       |  | 2-0 | 4-0 | 6-0 |
| 2    | Corée du Sud | 4   | 3 | 2 | 0 | 1 | 7  | 4  | +3   |  | Corée du Sud |  |     | 2-1 | 5-1 |
| 3    | Malaisie     | 1   | 3 | 0 | 1 | 2 | 3  | 8  | -5   |  | Malaisie     |  |     |     | 2-2 |
| 4    | Thaïlande    | 1   | 3 | 0 | 1 | 2 | 3  | 13 | -10  |  | Thaïlande    |  |     |     |     |

### Groupe 4
Le groupe 4 comporte 6 pays d'Asie de l'Est. Il se déroule en trois tours à Hong Kong entre décembre 1980 et janvier 1981.
Le premier tour est précédé de trois matchs non-éliminatoires, tirés au sort, dont le but est de répartir les 6 équipes dans deux sous-groupes distincts. L'équipe obtenant la victoire la plus large lors de ce premier tour retrouve les perdants des deux autres matchs dans un des deux sous-groupes. L'autre sous-groupe comprend l'équipe avec la plus large défaite et les deux autres vainqueurs. Il était à l'époque habituel en Asie de l'Est de procéder de la sorte en début de compétition.
Dans les deux sous-groupes, chaque équipe affronte une fois les deux autres. Les deux meilleurs de chaque sous-groupe (4 équipes) se retrouvent dans une phase à élimination directe où les vainqueurs de sous-groupe y rencontrent le deuxième de l'autre sous-groupe. Les deux vainqueurs se retrouvent lors d'un dernier match dont le gagnant, la Chine, se qualifie pour le tour final de la Zone Asie-Océanie.
Matchs de répartition
La Corée du Nord obtient la plus large victoire et est placée dans le sous-groupe B en compagnie de Hong Kong et de Singapour, les deux perdants des autres matchs. La Chine, Macao et le Japon sont affectés au sous-groupe A.
| 21 décembre 1980 | Hong Kong | 0 - 1 | Chine         | Hong Kong Stadium, Hong Kong |                          |
|                  |           |       | Cheng Jingang | Arbitrage : M. Al-Mauzan     | Arbitrage : M. Al-Mauzan |

| 22 décembre 1980 | Singapour | 0 - 1 | Japon      | Hong Kong Stadium, Hong Kong                |                                             |
|                  |           |       | Kimura 19e | Spectateurs : 3 730 Arbitrage : M. Ausukong | Spectateurs : 3 730 Arbitrage : M. Ausukong |

| 22 décembre 1980 | Corée du Nord                                       | 3 - 0 | Macao | Hong Kong Stadium, Hong Kong                  |                                               |
|                  | Yong-Sob Ri 34e · Chang-ha Ri 41e · Ri Jong-man 87e |       |       | Spectateurs : 3 730 Arbitrage : M. Demirdjian | Spectateurs : 3 730 Arbitrage : M. Demirdjian |

#### Sous-groupe A
La Chine remporte le sous-groupe A devant le Japon, ces 2 équipes se qualifient pour les demi-finales du groupe. Macao termine dernier et est éliminé.
| Rang | Équipe | Pts | J | G | N | P | Bp | Bc | Diff |  | Résultats |  |     |     |
| ---- | ------ | --- | - | - | - | - | -- | -- | ---- |  | --------- |  | --- | --- |
| 1    | Chine  | 4   | 2 | 2 | 0 | 0 | 4  | 0  | +4   |  | Chine     |  | 1-0 | 3-0 |
| 2    | Japon  | 2   | 2 | 1 | 0 | 1 | 3  | 1  | +2   |  | Japon     |  |     | 3-0 |
| 3    | Macao  | 0   | 2 | 0 | 0 | 2 | 0  | 6  | -6   |  | Macao     |  |     |     |

#### Sous-groupe B
Le sous-groupe B voit la Corée du Nord se classer en tête devant Hong Kong, elles se qualifient toutes deux pour les demi-finales du groupe. Singapour termine à la dernière place et est éliminé.
| Rang | Équipe        | Pts | J | G | N | P | Bp | Bc | Diff |  | Résultats     |  |     |     |
| ---- | ------------- | --- | - | - | - | - | -- | -- | ---- |  | ------------- |  | --- | --- |
| 1    | Corée du Nord | 3   | 2 | 1 | 1 | 0 | 3  | 2  | +1   |  | Corée du Nord |  | 2-2 | 1-0 |
| 2    | Hong Kong     | 2   | 2 | 0 | 2 | 0 | 3  | 3  | 0    |  | Hong Kong     |  |     | 1-1 |
| 3    | Singapour     | 1   | 2 | 0 | 1 | 1 | 1  | 2  | -1   |  | Singapour     |  |     |     |

#### Tableau final du groupe
La Chine sort vainqueur du groupe 4 et se qualifie pour le tour final de la zone Asie-Océanie.
|  | 1/2           | 1/2      |               |          | 1 | 1 |
|  |               |          |               |          |   |   |
|  |               |          |               |          |   |   |
|  |               |          |               |          |   |   |
|  | Corée du Nord | 1 ap     |               |          |   |   |
|  | Corée du Nord | 1 ap     |               |          |   |   |
|  | Japon         | 0        |               |          |   |   |
|  | Japon         | 0        | Corée du Nord | 2        |   |   |
|  |               |          | Corée du Nord | 2        |   |   |
|  |               | Chine    | 4 ap          |          |   |   |
|  | Hong Kong     | Chine    | 4 ap          | 0 ap (4) |   |   |
|  | Hong Kong     |          |               | 0 ap (4) |   |   |
|  | Chine         | 0 tab(5) |               |          |   |   |
|  | Chine         | 0 tab(5) |               |          |   |   |

### Tour final
Les vainqueurs des groupes 1 à 4 sont respectivement la Nouvelle-Zélande, l'Arabie saoudite, le Koweït et la Chine. Ces équipes se rencontrent en groupe par matchs aller-retour. Les deux premières équipes sont qualifiées. Le Koweït termine en tête du groupe et se qualifie pour la phase finale. 
| Rang | Équipe           | Pts | J | G | N | P | Bp | Bc | Diff |  | Résultats (▼ dom., ► ext.) |     |     |     |     |
| ---- | ---------------- | --- | - | - | - | - | -- | -- | ---- |  | -------------------------- | --- | --- | --- | --- |
| 1    | Koweït           | 9   | 6 | 4 | 1 | 1 | 8  | 6  | +2   |  | Koweït                     |     | 2-2 | 1-0 | 2-0 |
| 2    | Nouvelle-Zélande | 7   | 6 | 2 | 3 | 1 | 11 | 6  | +5   |  | Nouvelle-Zélande           | 1-2 |     | 1-0 | 2-2 |
| 2    | Chine            | 7   | 6 | 3 | 1 | 2 | 9  | 4  | +5   |  | Chine                      | 3-0 | 0-0 |     | 2-0 |
| 4    | Arabie saoudite  | 1   | 6 | 0 | 1 | 5 | 4  | 16 | -12  |  | Arabie saoudite            | 0-1 | 0-5 | 2-4 |     |

La Nouvelle-Zélande et la Chine, à égalité de points et de différence de buts (le nombre de buts étant ignoré) à la deuxième place, doivent disputer un match d'appui. Il est remporté par la Nouvelle-Zélande qui se qualifie pour le Mundial.
Match d'appui : 
| 10 janvier 1982 | Nouvelle-Zélande        | 2 - 1 | Chine               | Jalan Besar Stadium, Singapour   |                                  |
|                 | Wooddin 24e · Rufer 47e |       | Huang Xiangdong 75e | Arbitrage : Romualdo Arppi Filho | Arbitrage : Romualdo Arppi Filho |

## Amérique du Nord, centrale et Caraïbes
Les qualifications pour la Coupe du monde 1982 sont organisées par la Confédération de l'Amérique du nord, centrale, et Caraïbes de football association (CONCACAF) et offrent deux places en phase finale de la Coupe du monde. 15 équipes nationales au total sont inscrites. Elles sont réparties en trois zones géographiques distinctes, chaque zone qualifiant 2 participants pour le tournoi final de la confédération où chaque équipe rencontre toutes les autres une seule fois. Ce tournoi n'était autre que le championnat de la CONCACAF des nations, il remplissait donc une double fonction. Le championnat de la CONCACAF sera remplacé en 1991 par la CONCACAF Gold Cup.
Dans cette confédération, la principale surprise vient la non-qualification du Mexique (3e du championnat continental).

### Tour préliminaire

#### Zone Amérique du Nord
Le Canada, le Mexique et les États-Unis se retrouvent dans le groupe de la zone nord-américaine disputé en matchs aller-retour. Le premier (Canada) et le deuxième (Mexique) se qualifient pour le tournoi final de la CONCACAF.
| Rang | Équipe     | Pts | J | G | N | P | Bp | Bc | Diff |  | Résultats (▼ dom., ► ext.) |     |     |     |
| ---- | ---------- | --- | - | - | - | - | -- | -- | ---- |  | -------------------------- | --- | --- | --- |
| 1    | Canada     | 5   | 4 | 1 | 3 | 0 | 4  | 3  | +1   |  | Canada                     |     | 1-1 | 2-1 |
| 2    | Mexique    | 4   | 4 | 1 | 2 | 1 | 8  | 5  | +3   |  | Mexique                    | 1-1 |     | 5-1 |
| 3    | États-Unis | 3   | 4 | 1 | 1 | 2 | 4  | 8  | -4   |  | États-Unis                 | 0-0 | 2-1 |     |

#### Zone Amérique centrale
La zone Amérique centrale comporte 5 équipes nationales qui se rencontrent en groupe par matchs aller-retour. Le vainqueur (Honduras) et le deuxième (Salvador)  sont qualifiés pour le tournoi final continental.
| Rang | Équipe     | Pts | J | G | N | P | Bp | Bc | Diff |  | Résultats (▼ dom., ► ext.) |     |     |     |      |     |
| ---- | ---------- | --- | - | - | - | - | -- | -- | ---- |  | -------------------------- | --- | --- | --- | ---- | --- |
| 1    | Honduras   | 12  | 8 | 5 | 2 | 1 | 15 | 5  | +10  |  | Honduras                   |     | 2-0 | 0-0 | 1-1  | 5-0 |
| 2    | Salvador   | 12  | 8 | 5 | 2 | 1 | 12 | 5  | +7   |  | Salvador                   | 2-1 |     | 1-0 | 2-0* | 4-1 |
| 3    | Guatemala  | 9   | 8 | 3 | 3 | 2 | 10 | 2  | +8   |  | Guatemala                  | 0-1 | 0-0 |     | 0-0  | 5-0 |
| 4    | Costa Rica | 6   | 8 | 1 | 4 | 3 | 6  | 10 | -4   |  | Costa Rica                 | 2-3 | 0-0 | 0-3 |      | 2-0 |
| 5    | Panama     | 1   | 8 | 0 | 1 | 7 | 3  | 24 | -21  |  | Panama                     | 0-2 | 1-3 | 0-2 | 1-1  |     |

* Victoire du Salvador sur tapis vert car le Costa Rica ne s'est pas présenté au match

#### Zone Caraïbes - Groupe A
Dans la zone Caraïbes, Guyana affronta Grenade en barrage préliminaire. Guyana remporte les deux rencontres et retrouve les équipes de Cuba et du Surinam dans le groupe A de la zone Caraïbes. Les trois équipes se rencontrent en matchs aller-retour et le vainqueur du groupe, Cuba, se qualifie pour le tournoi final de la CONCACAF.
Barrage préliminaire
| 3 mars 1980 | Guyana                                                               | 5 - 2 | Grenade                 | Bourda Cricket Ground, Georgetown         |                                           |
|             | Braithwaite 33e (pen.) · Ford 37e · Watson 50e, 87e · Canterbury 56e |       | Julien 15e · Belfon 17e | Spectateurs : 5 000 Arbitrage : M. Rivera | Spectateurs : 5 000 Arbitrage : M. Rivera |

| 13 avril 1980 | Grenade                            | 2 - 3 | Guyana                           | Queen's Park, Saint-Georges                  |                                              |
|               | Cherubin 56e · Mitchell 87e (pen.) |       | Watson 13e, 38e · Canterbury 16e | Spectateurs : 1 298 Arbitrage : M. Mollinero | Spectateurs : 1 298 Arbitrage : M. Mollinero |

| Rang | Équipe   | Pts | J | G | N | P | Bp | Bc | Diff |  | Résultats (▼ dom., ► ext.) |     |     |     |
| ---- | -------- | --- | - | - | - | - | -- | -- | ---- |  | -------------------------- | --- | --- | --- |
| 1    | Cuba     | 7   | 4 | 3 | 1 | 0 | 7  | 0  | +7   |  | Cuba                       |     | 3-0 | 1-0 |
| 2    | Suriname | 5   | 4 | 2 | 1 | 1 | 5  | 3  | +2   |  | Suriname                   | 0-0 |     | 4-0 |
| 3    | Guyana   | 0   | 4 | 0 | 0 | 4 | 0  | 9  | -9   |  | Guyana                     | 0-3 | 0-1 |     |

#### Zone Caraïbes - Groupe B
Le groupe B des Caraïbes comprend Haïti, Trinité-et-Tobago et les Antilles néerlandaises qui se rencontrent en matchs aller-retour. Haïti se qualifie pour le tournoi final de la confédération.
| Rang | Équipe                 | Pts | J | G | N | P | Bp | Bc | Diff |  | Résultats (▼ dom., ► ext.) |     |     |     |
| ---- | ---------------------- | --- | - | - | - | - | -- | -- | ---- |  | -------------------------- | --- | --- | --- |
| 1    | Haïti                  | 5   | 4 | 2 | 1 | 1 | 4  | 2  | +2   |  | Haïti                      |     | 2-0 | 1-0 |
| 2    | Trinité-et-Tobago      | 4   | 4 | 1 | 2 | 1 | 1  | 2  | -1   |  | Trinité-et-Tobago          | 1-0 |     | 0-0 |
| 3    | Antilles néerlandaises | 3   | 4 | 0 | 3 | 1 | 1  | 2  | -1   |  | Antilles néerlandaises     | 1-1 | 0-0 |     |

### Tournoi final (Championnat des nations de la CONCACAF)
La phase préliminaire se termine à la fin de l'année 1980. Les six équipes qualifiées se retrouvent pour le tournoi final entre le 1er et le 22 novembre 1981 dans l'Estadio Tiburcio Carias Andino de Tegucigalpa, la capitale du Honduras. Les deux premiers sont qualifiés pour la phase finale de la Coupe du monde 1982. 
Le Honduras termine premier du classement et obtient le titre de champion d'Amérique du Nord, centrale et des Caraïbes 1981, devançant le Salvador de deux points. Ces deux équipes sont qualifiées pour la Coupe du monde. Le Salvador décroche la deuxième place qualificative lors de la dernière journée en battant Haïti 1-0 et en profitant des matchs nul du Mexique (0-0 contre le Honduras) et du Canada (2-2 contre Cuba). Le Salvador devient (en dehors du Mexique) la première équipe d'Amérique centrale à se qualifier plus d'une fois pour la phase finale de la Coupe du monde.
Le meilleur buteur du tournoi est le Mexicain Hugo Sánchez avec 3 réalisations.
| Rang | Équipe   | Pts | J | G | N | P | Bp | Bc | Diff |  | Résultats |  |     |     |     |     |     |
| ---- | -------- | --- | - | - | - | - | -- | -- | ---- |  | --------- |  | --- | --- | --- | --- | --- |
| 1    | Honduras | 8   | 5 | 3 | 2 | 0 | 8  | 1  | +7   |  | Honduras  |  | 0-0 | 0-0 | 2-1 | 2-0 | 4-0 |
| 2    | Salvador | 6   | 5 | 2 | 2 | 1 | 2  | 1  | +1   |  | Salvador  |  |     | 1-0 | 0-1 | 0-0 | 1-0 |
| 3    | Mexique  | 5   | 5 | 1 | 3 | 1 | 6  | 3  | +3   |  | Mexique   |  |     |     | 1-1 | 4-0 | 1-1 |
| 4    | Canada   | 5   | 5 | 1 | 3 | 1 | 6  | 6  | 0    |  | Canada    |  |     |     |     | 2-2 | 1-1 |
| 5    | Cuba     | 4   | 5 | 1 | 2 | 2 | 4  | 8  | -4   |  | Cuba      |  |     |     |     |     | 2-0 |
| 6    | Haïti    | 2   | 5 | 0 | 2 | 3 | 2  | 9  | -7   |  | Haïti     |  |     |     |     |     |     |

## Équipes qualifiées
| Équipe               | Nombre d'apparition | Nombre de Participations d'affilée | Dernière apparition |
| -------------------- | ------------------- | ---------------------------------- | ------------------- |
| Algérie              | 1                   | 1                                  | -                   |
| Argentine (*)        | 8                   | 3                                  | 1978                |
| Autriche             | 5                   | 2                                  | 1978                |
| Belgique             | 6                   | 1                                  | 1970                |
| Brésil               | 12                  | 12                                 | 1978                |
| Cameroun             | 1                   | 1                                  | -                   |
| Chili                | 6                   | 1                                  | 1974                |
| Tchécoslovaquie      | 7                   | 1                                  | 1970                |
| Salvador             | 2                   | 1                                  | 1970                |
| Angleterre           | 7                   | 1                                  | 1970                |
| France               | 8                   | 2                                  | 1978                |
| Honduras             | 1                   | 1                                  | -                   |
| Hongrie              | 8                   | 2                                  | 1978                |
| Italie               | 10                  | 6                                  | 1978                |
| Koweït               | 1                   | 1                                  | -                   |
| Nouvelle-Zélande     | 1                   | 1                                  | -                   |
| Irlande du Nord      | 2                   | 1                                  | 1958                |
| Pérou                | 4                   | 2                                  | 1978                |
| Pologne              | 5                   | 3                                  | 1978                |
| Écosse               | 5                   | 3                                  | 1978                |
| Espagne (*)          | 6                   | 2                                  | 1978                |
| Union soviétique     | 5                   | 1                                  | 1970                |
| Allemagne de l'Ouest | 10                  | 8                                  | 1978                |
| Yougoslavie          | 7                   | 1                                  | 1974                |

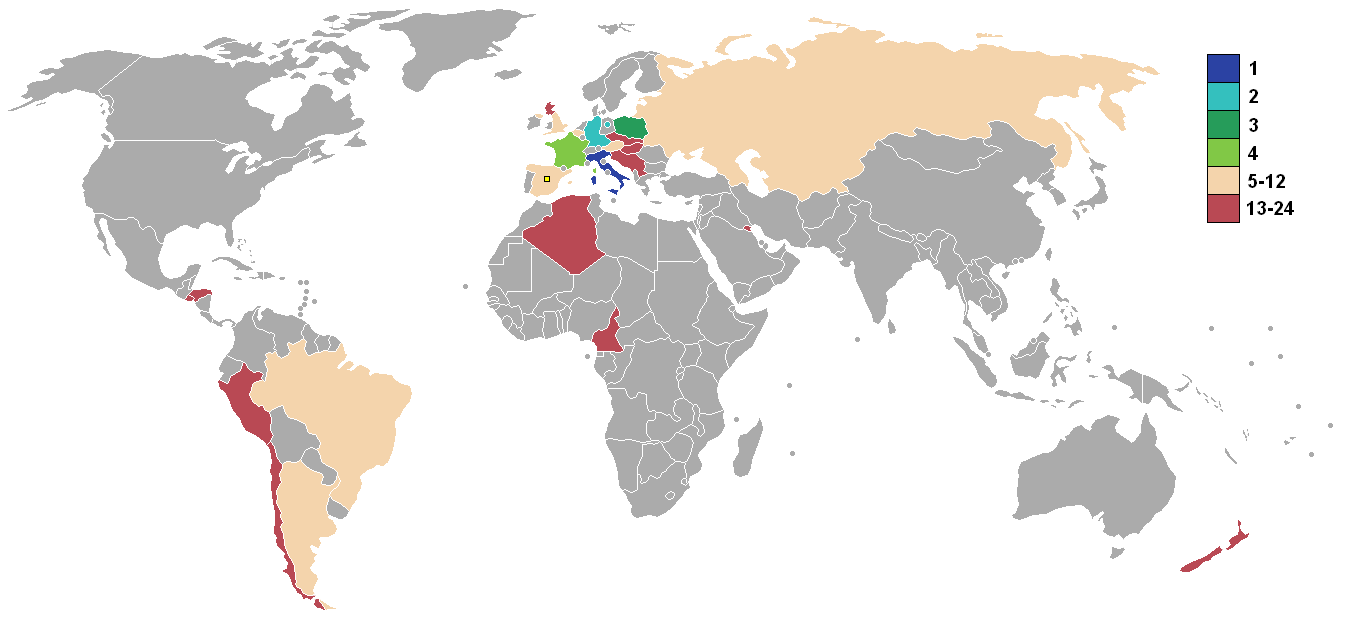
Nations participantes au Mundial 82

( * ) : Qualifié d'office en tant que pays-hôte (Espagne) et tenant du titre (Argentine).